# Рославльский округ
Ро́славльский округ — административно-территориальная единица Западной области РСФСР, существовавшая в 1929—1930 годах. Рославльский округ был образован 1 октября 1929 года. Центром округа был назначен город Рославль.
Округ был разделён на 11 районов:
- Дубровский
- Екимовичский
- Ершичский
- Людинковский (Клетнянский)
- Мокровский
- Починковский
- Рогнединский
- Рославльский
- Стодолищенский
- Хиславичский
- Шумячский

30 июля 1930 года Рославльский округ, как и большинство остальных округов СССР, был упразднён. Его районы отошли в прямое подчинение Западной области.